# 吴赞周

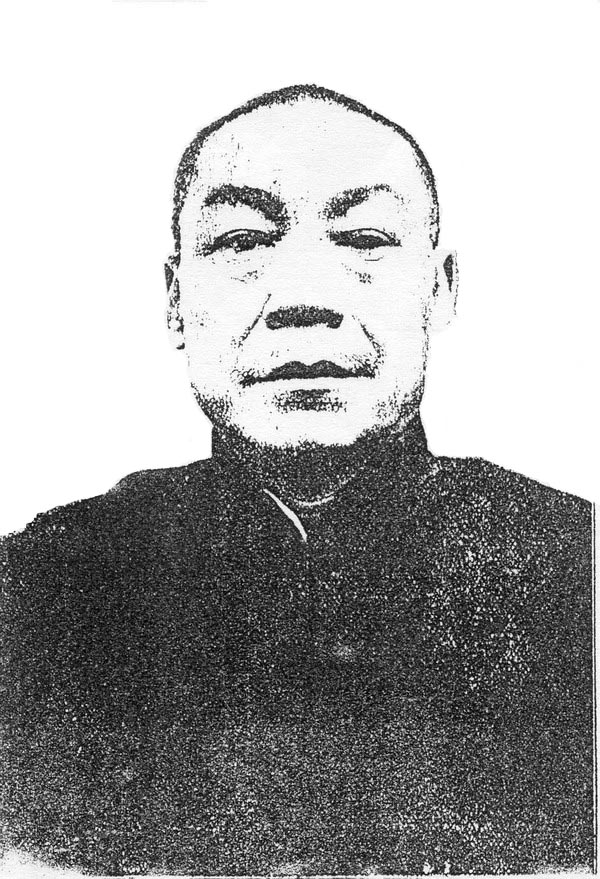

吴赞周（1885年4月25日—1949年10月2日），名观乐，字赞周，号明近，以字行，直隷省正定府正定县人，中華民国军事将领及政治家。

## 生平
他早年毕业于保定講武堂，后到日本留学，毕业于陸軍士官学校。归国後，他成为孫传芳的部下。在迎击国民政府北伐之際，他任安国軍第2軍第6混成旅旅長。1926年（民国15年），孫传芳的主力部隊败于中国国民党的北伐軍，吴赞周逃到天津下野。此后他返回家乡。
国民政府時代，驻扎正定县的国民革命軍向吴赞周征收了各种名目的税金，还强行占用了其宅邸。吴遂对国民政府怀恨在心。
七七事变爆发後的1937年（民国26年）10月，日军攻占正定县。吴赞周因为和日本的北支那方面軍第1軍司令官香月清司是老同学，遂出面交涉停战。結果，停战实现，吴任正定县的維持会会長，协助日軍。
同年12月，王克敏组织了中華民国臨時政府，吴赞周加入。翌年2月，維持会改組为正定县政府，吴任正定县知事。同年秋，他升任冀南道尹公署道尹。1939年（民国27年）6月，河北省省長高凌霨辞任，吴继任省长。
1940年（民国29年）3月，臨時政府同汪精衛的南京国民政府合流，吴继续任河北省長。他还被任命为華北政務委員会委員。他任河北省省長直到1943年（民国32年）3月。从河北省長任上离职后，他任高等警官学校校長，获授中将。1945年（民国34年），他辞职，转任天津永利化学公司董事長。
日本投降後，吴赞周被国民政府以漢奸罪逮捕，收监于北平。国民政府时期，他未受到裁判。中国人民解放軍接收北平后，人民法院审理该案，吴被判处无期徒刑。
1949年10月2日，吴赞周因患癌症在獄中死去。享年65岁（满64歳）。